# Bisphénol B
Pour les articles homonymes, voir BPB.
Le bisphénol B (BPB) est un composé chimique de la famille des bisphénols. 
Il est irritant pour les yeux, toxique à l'ingestion. Il pourrait également être nocif pour les environnements aquatiques.
Le bisphénol B est utilisé dans certains pays hors Union européenne comme alternative au bisphénol A. Cette perspective inquiète l'ANSES qui publie le 9 mars 2021 une mise en garde rappelant que le bisphénol B est lui aussi un perturbateur endocrinien affectant l'humain et l'environnement :
- augmentation de la production d’œstrogènes et activation des récepteurs aux œstrogènes ;
- réduction de la production de spermatozoïdes et du poids des organes reproducteurs mâles[3].

L'ANSES se prononce donc pour que le bisphénol B soit identifié comme substance extrêmement préoccupante (SVHC) dans le cadre du règlement REACH.